# 룰란트 사베리
룰란트 사베리(네덜란드어: Roeland(t) Maertensz Saverij, 1576년 ~ 1639년)는 플랑드르 출신의 네덜란드 황금시대를 이끌었던 화가이다.

## 생애
룰란트 사베리는 코르트레이크에서 태어났다. 다른 예술가들처럼 그는 재세례교도에 소속되어서 4살 때 네덜란드 남쪽으로 이주하게 되었고, 1585년 하를렘에 정착하게 되었다. 그의 큰 형인 야곱 사베리(Jacob Savery)와 한스 볼(Hans Bol)이 그에게 그림을 가르쳐 주었다. 그가 졸업하고 나서, 1604년 그는 프라하를 여행하였다. 그는 프라하에서 루돌프 2세(1552-1612)와 마티어스(1557-1619)의 궁정 화가가 되었다. 1606년에서 1608년 사이 그는 식물을 연구하기 위해 티롤 지방을 여행했다. 멜키오르 돈데코테르(Gillis d'Hondecoeter)는 그의 제자가 되었다.
룰란트 사베르는 발타사르 반 데르 아스트(Balthasar van der Ast)와 암브로시우스 보스샤르트(Ambrosius Bosschaert)등 여러 화가와 친분을 유지했다. 1620년대 그는 가장 성공한 화가가 되었지만 잦은 음주 덕에 많은 문제를 빚었었다. 1638년 그는 결국 파산하고 반 년 후 사망했다.

## 작품

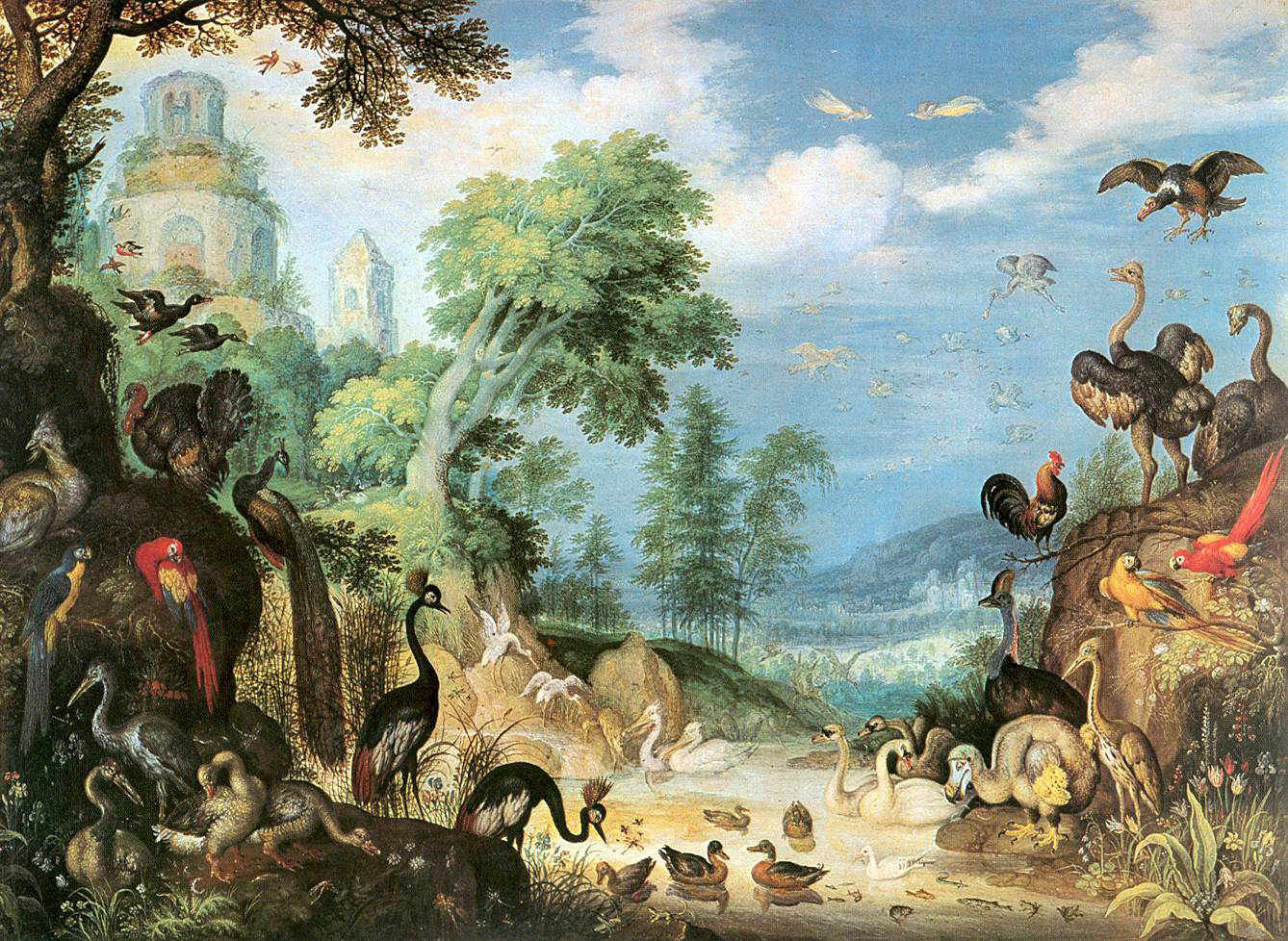
룰란트 사베리가 그린 그림 "새가 있는 풍경"

룰란트 사베리는 주로 신화와 성경을 이용해 다양한 동물과 식물을 동원해 풍경화를 그렸다.매너리즘이 유행하고 나서, 그의 독특한 그림체는 많은 수집가들 사이에서 유명해졌고, 유럽과 북아메리카 등 여러 박물관에서 발견 할 수 있다. 그의 밑그림 역시 높이 평가된다. 그의 작품 중 가장 유명한 작품은 현재 멸종된 도도가 그려진 작품이다. 그의 조카인 얀 사베리(Jan Savery)도 도도의 그림을 많이 그렸는데 이는 그의 삼촌을 모방한 것으로 추정된다.